# کویاهوگا فالس (اوهایو)
کویاهوگا فالس(به انگلیسی: Cuyahoga Falls) شهری در ایالت اوهایو کشور ایالات متحده آمریکا است که جمعیت آن در سرشماری سال ۲۰۱۰ میلادی، ۴۹٬۶۵۲ نفر بوده‌است.